# Aeroportul Internațional Santa Rosa
Aeroportul Internațional Santa Rosa (IATA: ETR, ICAO: SERO) este un aeroport din Santa Rosa⁠(d), El Oro⁠(d), Ecuador ce deservește zona Machala. Aeroportul a fost tranzitat în 2018 de 19.171 de pasageri. A fost deschis în 12 ianuarie 2010.
Situat la o altitudine de 5 m, aeroportul dispune de o singură pistă.